# Campeonato Mundial de Gimnasia Rítmica de 1989
El XIV Campeonato Mundial de Gimnasia Rítmica se celebró en Sarajevo (Yugoslavia) entre el 27 de septiembre y el 1 de octubre de 1989 bajo la organización de la Federación Internacional de Gimnasia (FIG) y la Federación Yugoslava de Gimnasia.

## Resultados
| Evento                           | Oro                                                                                                   | Plata                                                                                            | Bronce                                                                 |
| -------------------------------- | --- | ------------------------------------------------------------------------------------------------ | ---------------------------------------------------------------------- |
| Concurso completo ind.           | Alexandra Timoshenko Unión Soviética 39,750 pts.                                                      | Bianka Panova Bulgaria 39,700 pts.                                                               | Oxana Skaldina Unión Soviética / Adriana Dunavska Bulgaria 39,600 pts. |
| Cuerda                           | Bianka Panova Bulgaria / Oxana Skaldina Unión Soviética / Alexandra Timoshenko Unión Soviética 10,000 |                                                                                                  |                                                                        |
| Pelota                           | Alexandra Timoshenko Unión Soviética 10,000                                                           | Adriana Dunavska Bulgaria / Bianka Panova Bulgaria / Oxana Kostina Unión Soviética 9,900         |                                                                        |
| Cinta                            | Oxana Skaldina Unión Soviética 10,000                                                                 | Alexandra Timoshenko Unión Soviética / Yulia Baicheva Bulgaria / Adriana Dunavska Bulgaria 9,900 |                                                                        |
| Aro                              | Bianka Panova Bulgaria / Oxana Skaldina Unión Soviética / Alexandra Timoshenko Unión Soviética 10,000 |                                                                                                  |                                                                        |
| Grupos concurso completo         | Bulgaria 38,700                                                                                       | Unión Soviética 38,450                                                                           | España · 38,250                                                        |
| Grupo (6 con mazas)              | Bulgaria 39,100                                                                                       | Unión Soviética 38,650                                                                           | España · 38,400                                                        |
| Grupos (3 con aro + 3 con cinta) | Unión Soviética 39,000                                                                                | Bulgaria 38,800                                                                                  | España · 38,300                                                        |
| Concurso completo por equipos    | Unión Soviética Bulgaria 118,550                                                                      |                                                                                                  | España · 113,850                                                       |

## Medallero
| Núm. | País            | Oro | Plata | Bronce | Total |
| ---- | --------------- | --- | ----- | ------ | ----- |
| 1    | Unión Soviética | 9   | 4     | 1      | 14    |
| 2    | Bulgaria        | 5   | 6     | 1      | 12    |
| 3    | España          | 0   | 0     | 4      | 4     |

- Datos: Q2560337
- Multimedia: 1989 Rhythmic Gymnastics World Championships / Q2560337